# Centro de Arbitraje Internacional de Hong Kong
El Centro de Arbitraje Internacional de Hong Kong (HKIAC) es una institución con sede en Hong Kong que ofrece servicios de resolución alternativa de conflictos, como arbitraje internacional,  mediación, adjudicación y resolución de disputas sobre dominios de internet. Fue fundada en 1985.

## Historia
Se creó en 1985 para impulsar el uso del arbitraje y otras formas alternativas de resolución de disputas en Asia. HKIAC, se fundó como una empresa sin fines de lucro limitada por garantía según la ley de Hong Kong, se financió originalmente con la ayuda de la comunidad empresarial y el gobierno de Hong Kong. En la actualidad, el centro es independiente tanto de la comunidad empresarial como del Gobierno y funciona con presupuesto y fondos propios.  Se rige por un consejo integrado por empresas y profesionales de varias nacionalidades. El Secretario General del Centro de arbitraje es el encargado del arbitraje a través de la Secretaría. La HKIAC también cuenta con un Consejo Asesor Internacional que le proporciona orientación y asesorías en cuanto a políticas. 

## Gestión de casos
HKIAC mantiene una de las mayores cargas de trabajo en la región Asia-Pacífico. Ha arbitrado más de 9000 casos desde 1985. En 2016 recibió un total de 460 casos nuevos, de los cuales 262 fueron arbitrajes, 183 fueron disputas de nombres de dominio y 15 fueron mediaciones. De los 262 casos de arbitraje, 94 fueron administrados íntegramente por HKIAC y en ellos participaron partes de 39 jurisdicciones. El 87.2% de los nuevos arbitrajes fueron casos internacionales.